# Lakeview (Arkansas)
Lakeview és una població dels Estats Units a l'estat d'Arkansas. Segons el cens del 2000 tenia 763 habitants.

## Demografia
Segons el cens del 2000, Lakeview tenia 763 habitants, 372 habitatges, i 252 famílies. La densitat de població era de 256,2 habitants/km².
Dels 372 habitatges en un 14% hi vivien nens de menys de 18 anys, en un 64,2% hi vivien parelles casades, en un 2,2% dones solteres, i en un 32% no eren unitats familiars. En el 28,2% dels habitatges hi vivien persones soles el 15,9% de les quals corresponia a persones de 65 anys o més que vivien soles. El nombre mitjà de persones vivint en cada habitatge era de 2,05 i el nombre mitjà de persones que vivien en cada família era de 2,45.
Per edats la població es repartia de la següent manera: un 13,6% tenia menys de 18 anys, un 3,5% entre 18 i 24, un 14,3% entre 25 i 44, un 30,4% de 45 a 60 i un 38,1% 65 anys o més.
L'edat mediana era de 60 anys. Per cada 100 dones de 18 o més anys hi havia 101,5 homes.
La renda mediana per habitatge era de 31.667 $ i la renda mediana per família de 38.482 $. Els homes tenien una renda mediana de 27.750 $ mentre que les dones 25.313 $. La renda per capita de la població era de 16.667 $. Entorn del 7,9% de les famílies i el 12,1% de la població estaven per davall del llindar de pobresa.

## Poblacions més properes
El següent diagrama mostra les poblacions més properes.